# 다섯장
다섯장(영어: Super Five)은 대한민국의 5인조 남성 그룹이다. 멤버는 이회택, 추혁진, 김명준, 박형석, 옥진욱의 5명이다. MBC TV의 예능 프로그램인《최애 엔터테인먼트》를 통해 결성된 프로젝트 그룹이다.
“다섯장”에서 장은 “최고”를 뜻하며 각각 추혁진은 노래짱, 이회택은 섹시짱, 김명준은 끼짱, 박형석은 춤짱, 옥진욱은 얼짱 역할을 맡았다. 한편, 무대 섭외 시 “다섯장”이 필요해서 “다섯장”이라고도 한다. 홍보용으로 찍은 영상에는 다섯장을 장류로 정해 멤버들도 각자 어울리는 장류를 하나씩 골라 컨셉으로 삼았다.

## 구성원
| 이름   | 소개 |
| ------ | --- |
| 후이   | - 생년월일: 1993년 8월 28일(31세) - 출생지: 대한민국 경기도 과천시 - 포지션: 섹시짱, 고추장 - 비고: 그룹 펜타곤 멤버                           |
| 추혁진 | - 생년월일: 1992년 2월 28일(33세) - 출생지: 대한민국 광주광역시 - 포지션: 노래짱, 간장 - 비고: 그룹 에이션 멤버, 내일은 미스터트롯 참가자 출신 |
| MJ     | - 생년월일: 1994년 3월 5일(31세) - 출생지: 대한민국 경기도 수원시 - 포지션: 끼짱, 기름장 - 비고: 그룹 아스트로 멤버                            |
| 박형석 | - 생년월일: 1994년 8월 18일(30세) - 출생지: 대한민국 광주광역시 - 포지션: 춤짱, 된장 - 비고: 놀라운대회 스타킹 신동 출신                       |
| 옥진욱 | - 생년월일: 1997년 1월 6일(28세) - 출생지: 대한민국 부산광역시 - 포지션: 얼짱, 쌈장 - 비고: 내일은 미스터트롯 참가자 출신                      |

## 음반 목록

### 싱글
| 제목        | 년도 | 최고 차트 순위 | 판매량 (디지털 음원) | 수록 음반   |
| 제목        | 년도 | 대한민국       | 판매량 (디지털 음원) | 수록 음반   |
| ----------- | ---- | -------------- | -------------------- | ----------- |
| "잘 될거야" | 2020 |                | - 대한민국: ?        | 디지털 싱글 |
| "시선고정"  | 2020 |                | - 대한민국: ?        | 디지털 싱글 |

## 같이 보기
- 최애 엔터테인먼트